# ウェディングドレス (おニャン子クラブの曲)
「ウェディングドレス」は、おニャン子クラブの9枚目のシングルとして1987年8月21日にキャニオン・レコード（現・ポニーキャニオン）から発売された。

## 解説
おニャン子クラブのラストシングル（再結成時を除く）である。
メインボーカルは、両面とも富川春美、永田ルリ子、白石麻子、横田睦美、布川智子。
ディスクジャケットは、「夕やけニャンニャン」を当時放送していたスタジオセットに、インカムなどを付けアシスタントディレクターに扮したおニャン子のメンバーを写したものとなっている。
後に「CD3」というマキシシングル形態でも発売された。収録曲は「ウェディングドレス」「じゃあね」「セーラー服を脱がさないで」。
本作とアルバム『Circle』2作品のみ、LP・カセットテープ・CDにレーベル・KIRIGIRISUと記述がある。

## 収録曲
全作詞:秋元康

### SIDE A
1. ウェディングドレス
  - 作曲:高橋研　編曲:佐藤準

### SIDE B
1. 私をよろしく
  - 作曲・編曲:後藤次利

## 規格品番
- シングルレコード：7A 0758 （発売当時の定価は700円）

## 収録作品
- おニャン子クラブ ベスト (#1)
- おニャン子クラブA面コレクション Vol.5 (#1)
- おニャン子クラブB面コレクション Vol.5 (#2)
- MYこれ!クション おニャン子クラブBEST (#1)
- 「おニャン子クラブ」SINGLESコンプリート
- Myこれ!チョイス 14 「夢カタログ」+シングルコレクション
- おニャン子クラブ大全集 for HiQualityCD 上・下巻 限定CD-BOX